# Laishan
Der Stadtbezirk Laishan (chinesisch 莱山区, Pinyin Láishān Qū) ist ein Stadtbezirk in der ostchinesischen Provinz Shandong, der zum Verwaltungsgebiet der bezirksfreien Stadt Yantai gehört. Er hat eine Fläche von 328 km² und zählt 329.304 Einwohner (Stand: Zensus 2010).

## Administrative Gliederung
Auf Gemeindeebene setzt sich der Stadtbezirk aus drei Straßenvierteln und zwei Großgemeinden zusammen. 